# Kyjov (Slowakei)
Kyjov (ungarisch Kijó) ist eine Gemeinde im Nordosten der Slowakei mit 740 Einwohnern (Stand 31. Dezember 2024), die zum Okres Stará Ľubovňa, einem Teil des Prešovský kraj, gehört und zur traditionellen Landschaft Šariš gezählt wird.

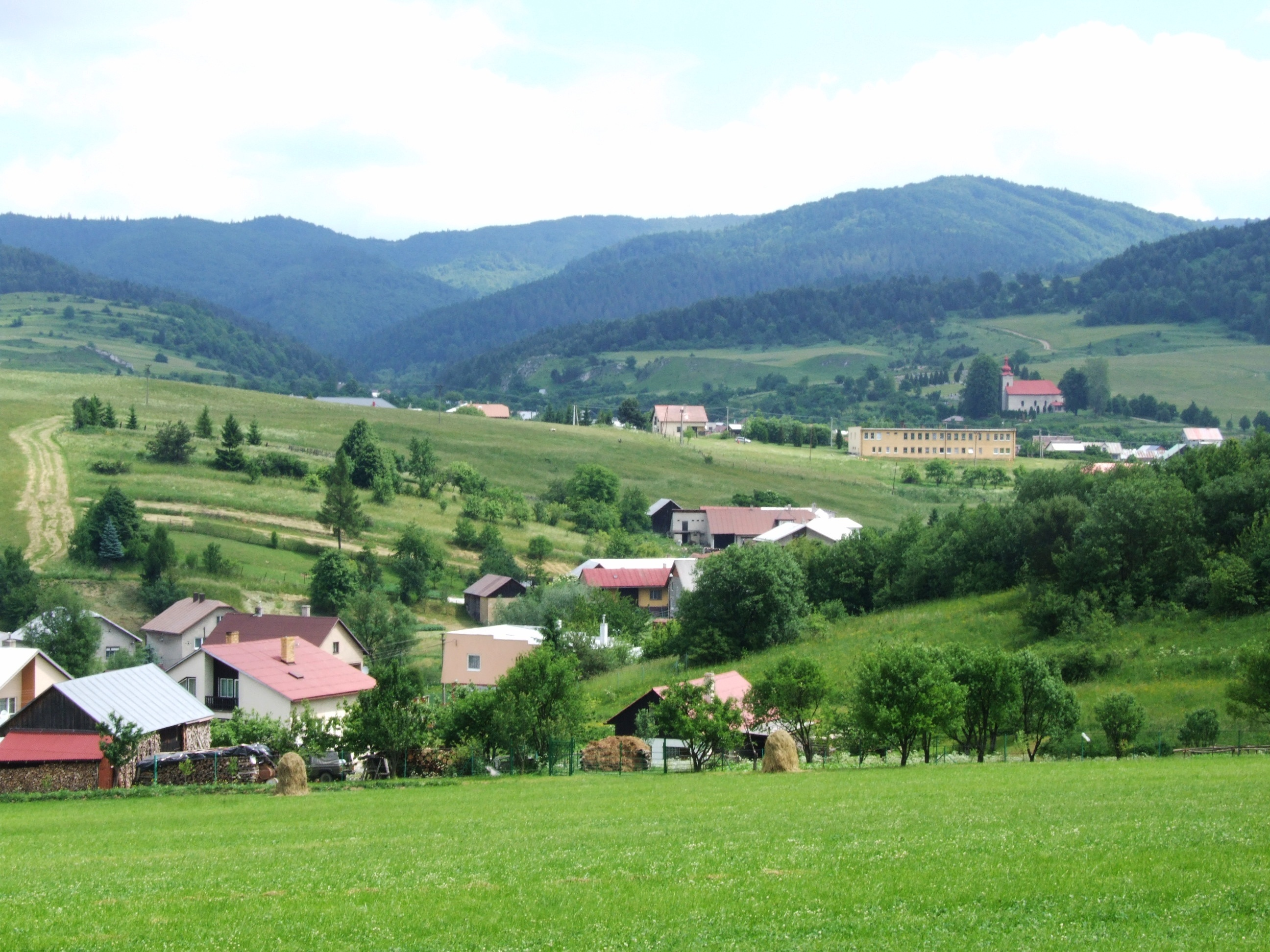

## Geographie
Die Gemeinde befindet sich an der Trennlinie zwischen den Leutschauer Bergen westlich und dem Gebirge Čergov östlich des Ortes, auf der Nordseite des Sattels Pusté Pole. Kyjov liegt im Quellbereich des Baches Hradlová im Einzugsgebiet des Poprad. Der Minčol (1157 m n.m.) im Gebirge Čergov überragt das Dorf um fast 500 Höhenmeter. Das Ortszentrum liegt auf einer Höhe von 673 m n.m. und ist 21 Kilometer von Sabinov sowie 27 Kilometer von Stará Ľubovňa entfernt.
Nachbargemeinden sind Šarišské Jastrabie im Norden, Livovská Huta im Osten, Kamenica im Süden und Pusté Pole im Westen.

## Geschichte
Kyjov entstand in der zweiten Hälfte des 14. Jahrhunderts auf dem Herrschaftsgebiet von Kamenica und wurde zum ersten Mal 1390 als Kyo schriftlich erwähnt. Ende des 16. Jahrhunderts war Kyjov ein mittelgroßes Dorf, fast ausschließlich bewohnt durch Untertanen russinischer und slowakischer Abstammung. 1828 zählte man 95 Häuser und 696 Einwohner, die als Förster, Getreidehändler und Landwirte beschäftigt waren. Im späten 19. Jahrhundert war Kyjov von mehrerer Auswanderungswellen betroffen. Bis zum 20. Jahrhundert besaßen die Geschlechter Bornemissza und Dessewffy Ortsgüter.
Bis 1918 gehörte der im Komitat Sáros liegende Ort zum Königreich Ungarn und kam danach zur Tschechoslowakei beziehungsweise heute Slowakei.

## Bevölkerung
| Jahr                | 1994 | 2004    | 2014    | 2024    |
| ------------------- | ---- | ------- | ------- | ------- |
| Anzahl der Personen | 716  | 767     | 759     | 740     |
| Unterschied         |      | +7,12 % | −1,04 % | −2,50 % |

| Jahr                | 2023 | 2024    |
| ------------------- | ---- | ------- |
| Anzahl der Personen | 733  | 740     |
| Unterschied         |      | +0,95 % |

Gemäß der Volkszählung 2011 wohnten in Kyjov 729 Einwohner, davon 326 Slowaken, 210 Roma, 166 Russinen sowie jeweils zwei Tschechen und Ukrainer. Zwei Einwohner gaben eine andere Ethnie an und 21 Einwohner machten keine Angabe zur Ethnie.
667 Einwohner bekannten sich zur griechisch-katholischen Kirche, 26 Einwohner zur römisch-katholischen Kirche, neun Einwohner zur orthodoxen Kirche, zwei Einwohner zur Evangelischen Kirche A. B. und ein Einwohner zur tschechoslowakischen hussitischen Kirche. Sieben Einwohner waren konfessionslos und bei 17 Einwohnern wurde die Konfession nicht ermittelt.

## Bauwerke
- griechisch-katholische Kirche Mariä Geburt im gemischten barock-klassizistischen Stil aus dem Jahr 1868
- Kapelle aus dem Jahr 1905